# Corel Paint Shop Pro
Pour les articles homonymes, voir PSP.
Paint Shop Pro (PSP) est un logiciel de traitement d’image et d'édition graphique (bitmap et vectoriel) créé dans les années 1990 par Jasc Software.

## Histoire
Au début de son développement, il n’était qu’une visionneuse d'images et un convertisseur de formats graphiques (l'équivalent d'actuels XnView ou IrfanView), mais il se développa rapidement pour devenir un des logiciels de traitement d’images les plus appréciés dans les milieux semi-professionnels.
L’entreprise Jasc Software fut rachetée à l'automne 2004 par Corel pour élargir la palette de produits de ce dernier. En septembre 2005, Corel présenta sa première version personnelle de Paint Shop Pro, la version X (10.0.2). Celle-ci marqua un changement assez important de l'interface qui rebuta de nombreux anciens utilisateurs. La version 7.0.0 reste un exemple de simplicité et de performances (pour les néophytes).
Le 6 septembre 2007, Corel sort la version PaintShop Photo Pro X2 (version 12.0) de son logiciel, qui intègre quelques fonctionnalités supplémentaires dont les reflets, la lueur externe ou interne. Le 25 janvier 2010, Corel sort la version PaintShop Photo Pro X3 (version 13.0). Puis les versions X4, X5, X6 sont édités respectivement en 2011, 2012 et 2013.
Historique des versions

## Fonctionnalités
Ce logiciel est aujourd’hui un outil complet de création gérant calques, formes vectorielles et masques. Il se veut une alternative à Adobe Photoshop, notamment grâce à son coût très inférieur, sa facilité d'utilisation, sa très grande richesse de fonctions de dessins et de retouches photo, sa possibilité d'adapter son interface de travail aux besoins et habitudes de l'utilisateur et à sa faculté à ouvrir et enregistrer des documents dans de nombreux formats bitmap. Il intègre des fonctions de traitement photographique tels le HDR, la rectification de la balance des blancs, le détourage automatique ou le traitement RAW des appareils numériques.
PSP vient avec un moteur de programmation en Python.

## Versions
La version Corel Paint Shop Pro X6 (2013), est pourvue de fonctions à peu près aussi étendues que le standard du marché Adobe Photoshop tout en étant un logiciel restant dans la gamme de prix inférieur à 100 euros.